# Peace Labyrinth
Peace Labyrinth är ett monument i Aruba (Kungariket Nederländerna). Det ligger vid kapellet Alto Vista i den nordvästra delen av landet, 6 km norr om huvudstaden Oranjestad. Peace Labyrinth ligger 32 meter över havet.